# Herma Szabo

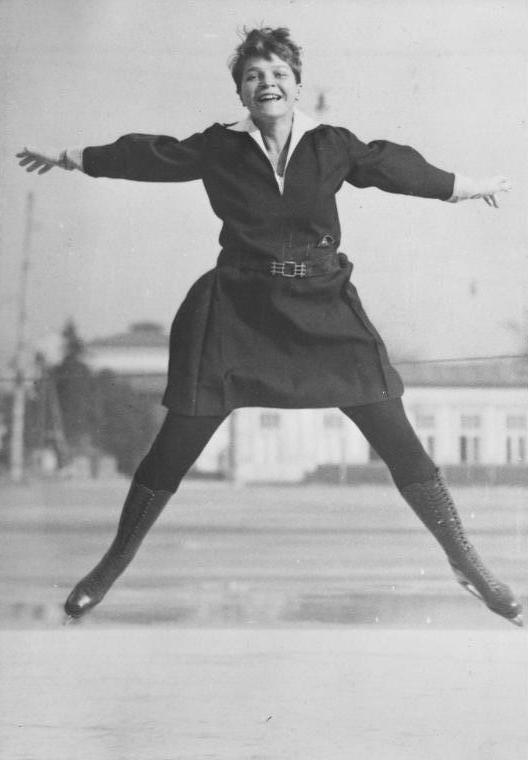
Herma Szabo in 1931

Herma Szabo (Wenen, 22 februari 1902 - Rottenmann, 17 mei 1986) was een Oostenrijkse kunstschaatsster die zowel bij de vrouwen als bij de paren aan de wedstrijden onder haar huwelijkse namen Plank-Szabo en Jaross-Szabo deelnam.
Herma Szabo was de dochter van Christine Szabo-Engelmann, een zuster van Eduard Engelmann (jr.), drievoudig Europees kampioen bij de mannen van 1892-1894, én vader van Helene Engelmann (wereldkampioen bij de paren in 1913, 1922 en 1924, én eigenaar van de eerste kunstijsbaan ter wereld (in Wenen) waar Szabo dan ook trainde.
Herma Szabo is de succesvolste kunstschaatsster aller tijden van Oostenrijk. Ze werd in 1924 op de Olympische Winterspelen in Chamonix de derde Olympische kampioene bij de vrouwen. Ze was de vierde vrouw die wereldkampioene bij de vrouwen werd (van 1922-1926) en werd tweede in 1927 achter Sonja Henie die de eerste van haar tien opeenvolgende titels won. Ze is samen met Sonja Henie, Carol Heiss en Michelle Kwan een van het kwartet vrouwen die vijf keer wereldkampioene (bij de vrouwen) werd.
Bij het paarrijden nam ze deel met schaatspartner Ludwig Wrede, een van de latere voorzitters van de "Österreichischer Eislaufverband" (Oostenrijkse Schaatsbond). Met hem werd ze in 1925 en 1927 wereldkampioen bij de paren en in 1926 werden ze derde. In 1925 werd ze de directe opvolgster van haar vier jaar oudere nicht Helene Engelmann die met haar partner Alfred Berger in 1924 hun tweede titel wonnen.

## Belangrijke resultaten
Bij het paarrijden met partner Ludwig Wrede
| Kampioenschap | 1922 | 1923 | 1924 | 1925 | 1926  | 1927   |
| ------------- | ---- | ---- | ---- | ---- | ----- | ------ |
| OS vrouwen    |      |      | Goud |      |       |        |
| WK vrouwen    | Goud | Goud | Goud | Goud | Goud  | Zilver |
| WK paren      |      |      |      | Goud | Brons | Goud   |